# リトル・ギャング
リトル・ギャングとは、かつてジャニーズ事務所に在籍していた男性アイドルデュオである。
「リトル・リーブス」の後身であり、「ギャングス」の前身である。
活動期間は約1年と短かった。

## メンバー
- 松原秀樹 （まつばら ひでき、愛称・ヒデキ、1961年11月2日 - ）
大阪府大阪市出身、当時中学2年生・身長155cm。
- 曽我泰久 （そが やすひさ、愛称・ヤッチン、1963年1月7日 - ）
東京都北区赤羽出身、当時中学1年生・身長138cm。

## 概要
リトル・リーブスのメンバーだった松原と曽我の2名が、1975年から「ヒデキとヤッチン」名義でコンビの活動を開始。
同年7月25日、コンビ名を「リトル・ギャング」に改め、RCAビクターより『アイ・ラブ・ユー』という曲でレコードデビューした。
しばらくの間は「リトル・リーブス」と「リトル・ギャング」の2つのグループが同時に存在していたが、前者の方は年内に解散となった。
一方の「リトル・ギャング」も、シングル2枚、アルバム1枚を発表しただけで、翌1976年には解散。「ギャングス」へと発展していった。

## 主な出演作品

### テレビ番組
- レッツゴーヤング （NHK）
- ベスト30歌謡曲 （テレビ朝日）
- おはよう!こどもショー （日本テレビ）
- ぎんざNOW! （TBS） 火曜レギュラー

### ミュージカル
- ライブ・ミュージカル『少年たちパートII～青春の光と影』 （1976年3月）

### ステージ
- 第54回ウエスタン・カーニバル ～ ジャニーズ・ファミリー・フェスティバル」 （1975年8月27日、日本劇場）
- 第55回ウエスタン・カーニバル （1976年3月24日 - 28日、日本劇場）
- 第56回ウエスタン・カーニバル （1976年8月24日 - 28日、日本劇場）

## 音楽

### シングル
- 全てRCAからリリース。

| # | 発売日          | A/B面 | タイトル         | 作詞       | 作曲       | 編曲       | 規格品番 |
| - | --------------- | ----- | ---------------- | ---------- | ---------- | ---------- | -------- |
| 1 | 1975年 7月25日  | A面   | アイ・ラブ・ユー | たかたかし | 馬飼野康二 | 馬飼野康二 | JP-1001  |
| 1 | 1975年 7月25日  | B面   | 幼な友だち       | たかたかし | 馬飼野康二 | 馬飼野康二 | JP-1001  |
| 2 | 1975年 12月25日 | A面   | 恋はチクチク     | たかたかし | 馬飼野康二 | 馬飼野康二 | JP-1012  |
| 2 | 1975年 12月25日 | B面   | 愛の挑戦者       | たかたかし | 羽根田武邦 | 馬飼野康二 | JP-1012  |

### アルバム
1. 「アイ・ラブ・ユー」（1975年8月25日／RVH-7001）